# Кипьего, Бернард
Бернард Кипроп Кипьего — кенийский легкоатлет, специализируется в марафоне. Двукратный чемпион мира по кроссу в команде (2007, 2008). Серебряный призёр чемпионата мира по полумарафону 2009 года. Занял 5-е место на чемпионате мира 2009 года на дистанции 10 000 метров. Дебютировал на марафонской дистанции в 2009 году, когда выступил на Роттердамском марафоне. На нём он занял 5-е место с результатом 2:07.01. Серебряный призёр Парижского марафона 2011 года.
В 2012 году финишировал 4-м на Рас-эль-Хаймском полумарафоне, показав результат 1:01.29. 

## Достижения
- 2009:  Берлинский полумарафон — 59.34
- 2013:  Токийский марафон — 2:07.53
- 2014:  Роттердамский марафон — 2:07.58
- 2014:  Амстердамский марафон — 2:06.22